# بگرامی
بگرامی یک روستا در ولسوالی بگرامی، ولایت کابل در افغانستان است. این روستا مرکز این ولسوالی می‌باشد

## خصوصیات
بگرامی ۳۱٬۶۸۰ نفر جمعیت دارد و ۱٬۷۹۷ متر بالاتر از سطح دریا واقع شده‌است.